# Eugène-Antoine Aizelin

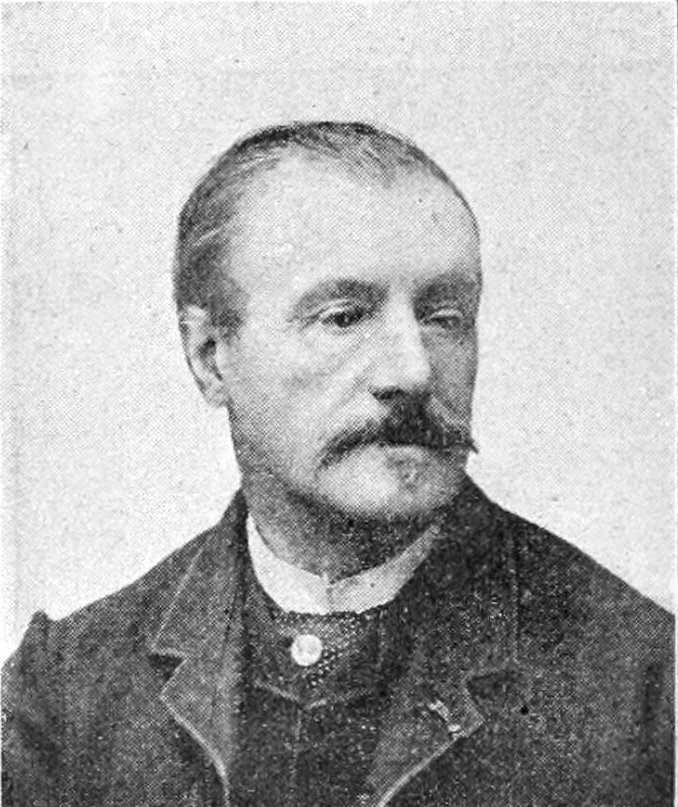
Eugène Aizelin

Eugène-Antoine Aizelin (* 8. Juli 1821 in Paris; † 4. März 1902 ebenda) war ein französischer Bildhauer.

## Biografie
Eugène Aizelin wurde am 8. Juli 1821 in Paris geboren. Seine künstlerische Ausbildung erhielt er an der École nationale supérieure des beaux-arts de Paris. Er fertigte Bildwerke aus Stein, unter anderem aus Marmor, für Kirchen und öffentliche Bauten an. 1892 wurde ihm der französische Verdienstorden Ehrenlegion verliehen. Am 4. März 1902 starb er in Paris.

## Werke

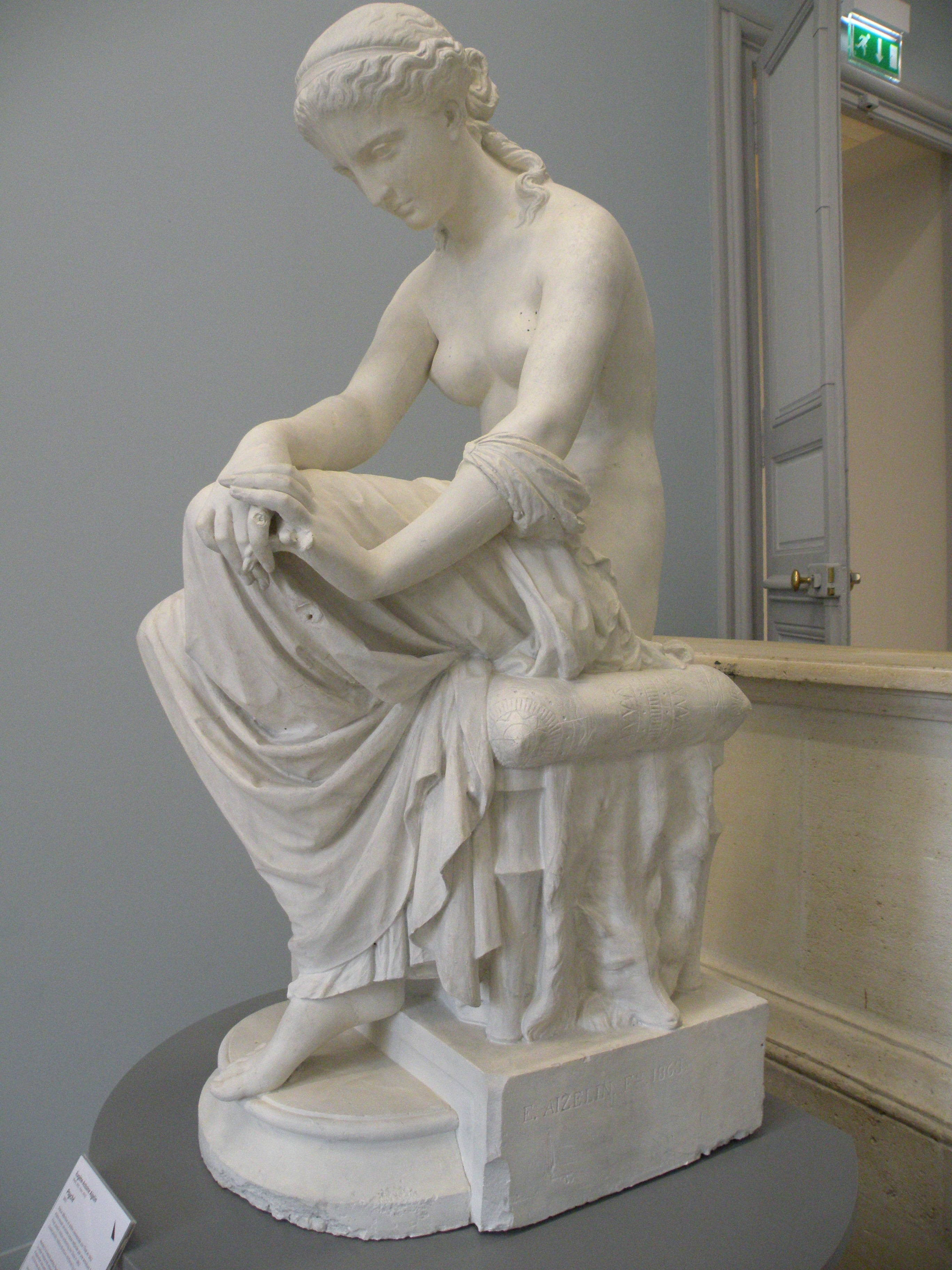
Psyche, 1863
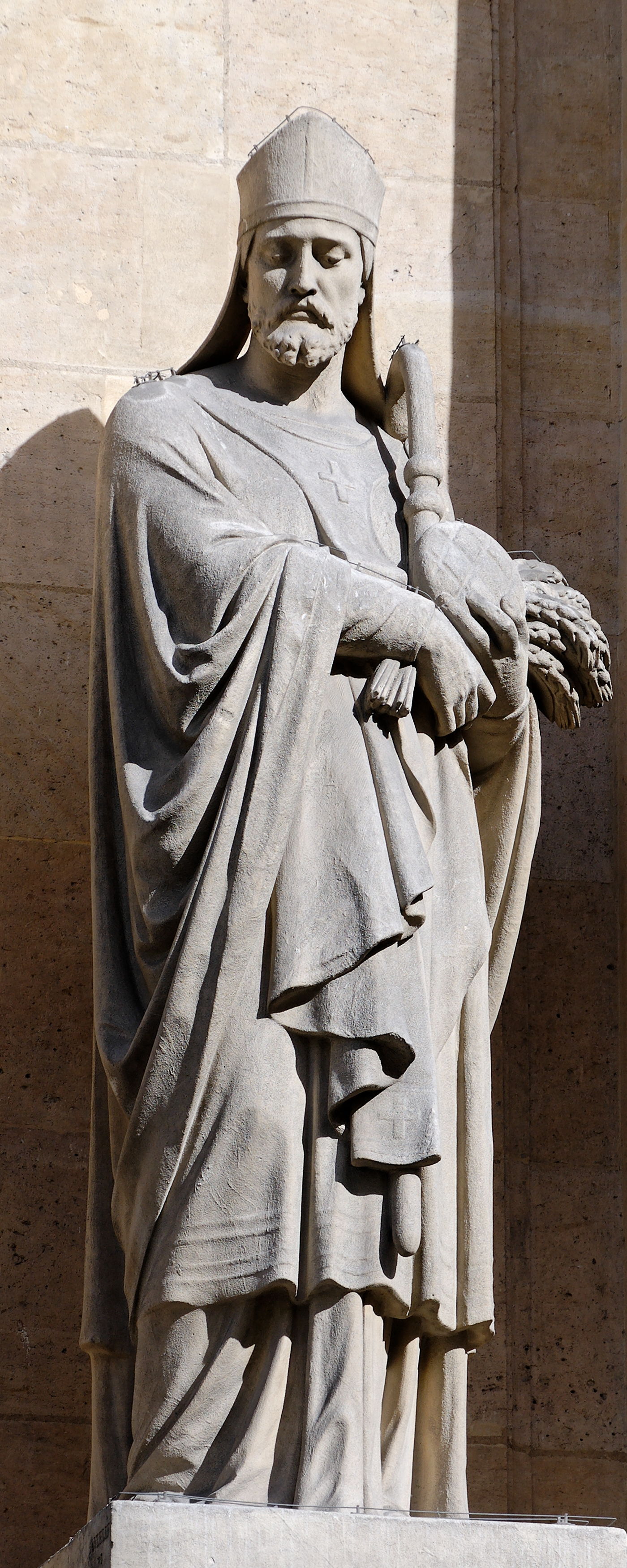
Honorius von Amiens, 1873
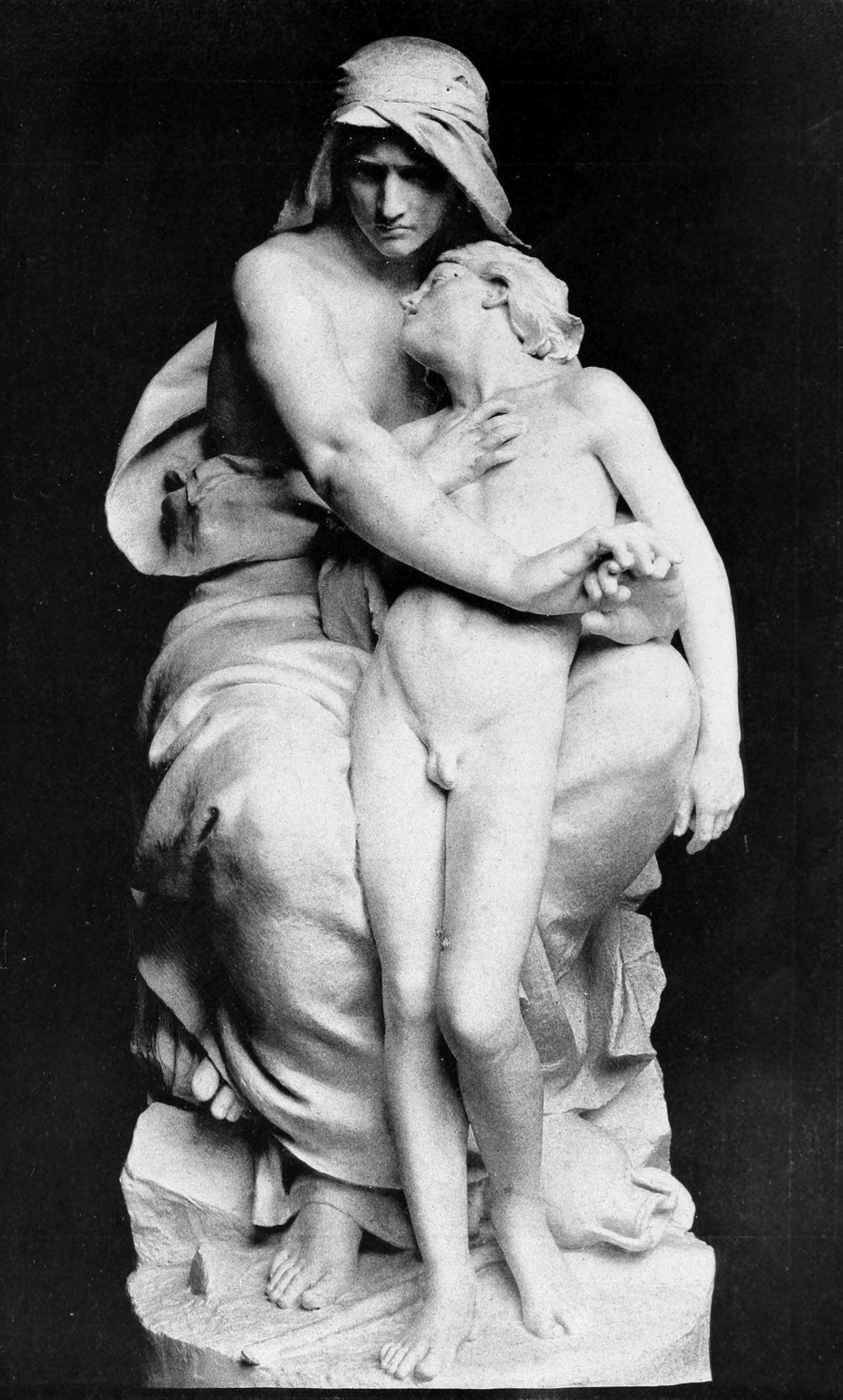
Agar und Ismael, 1888
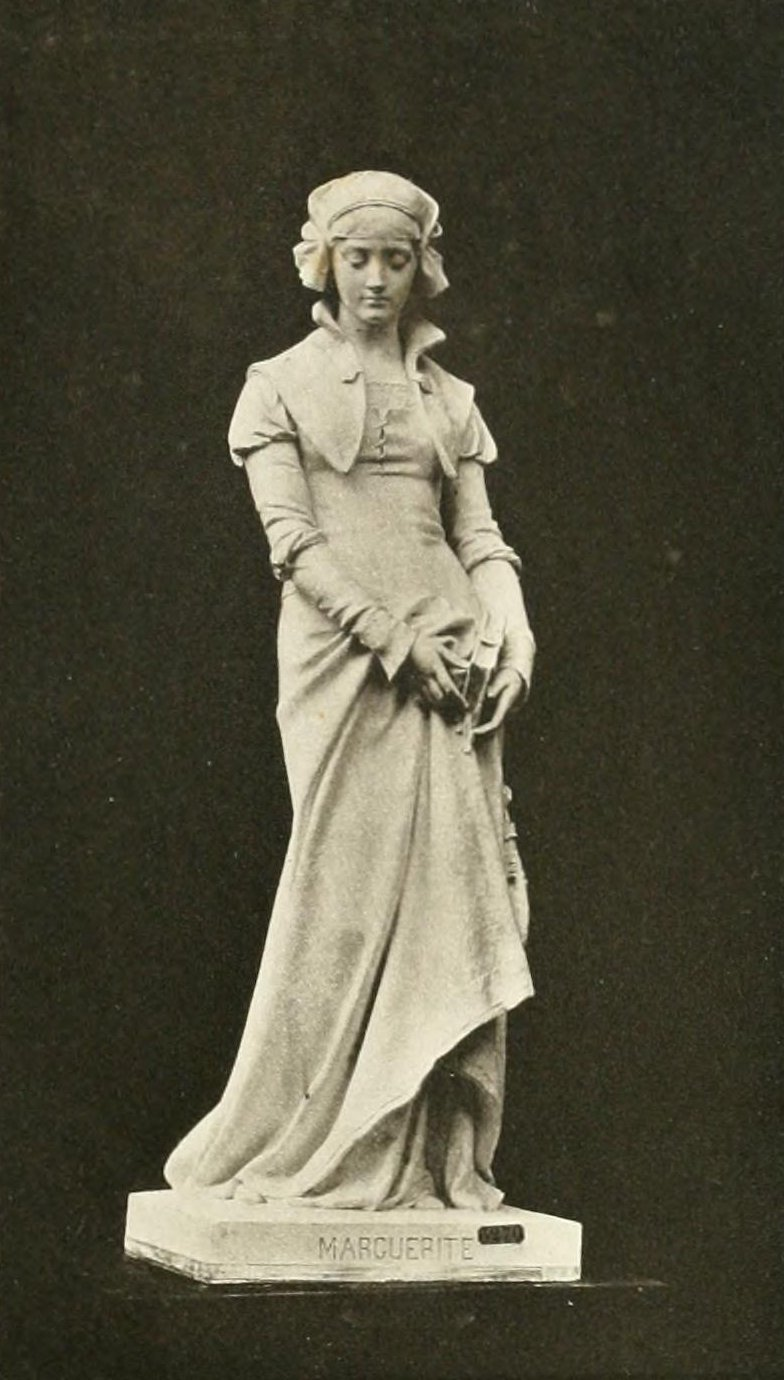
Marguerite
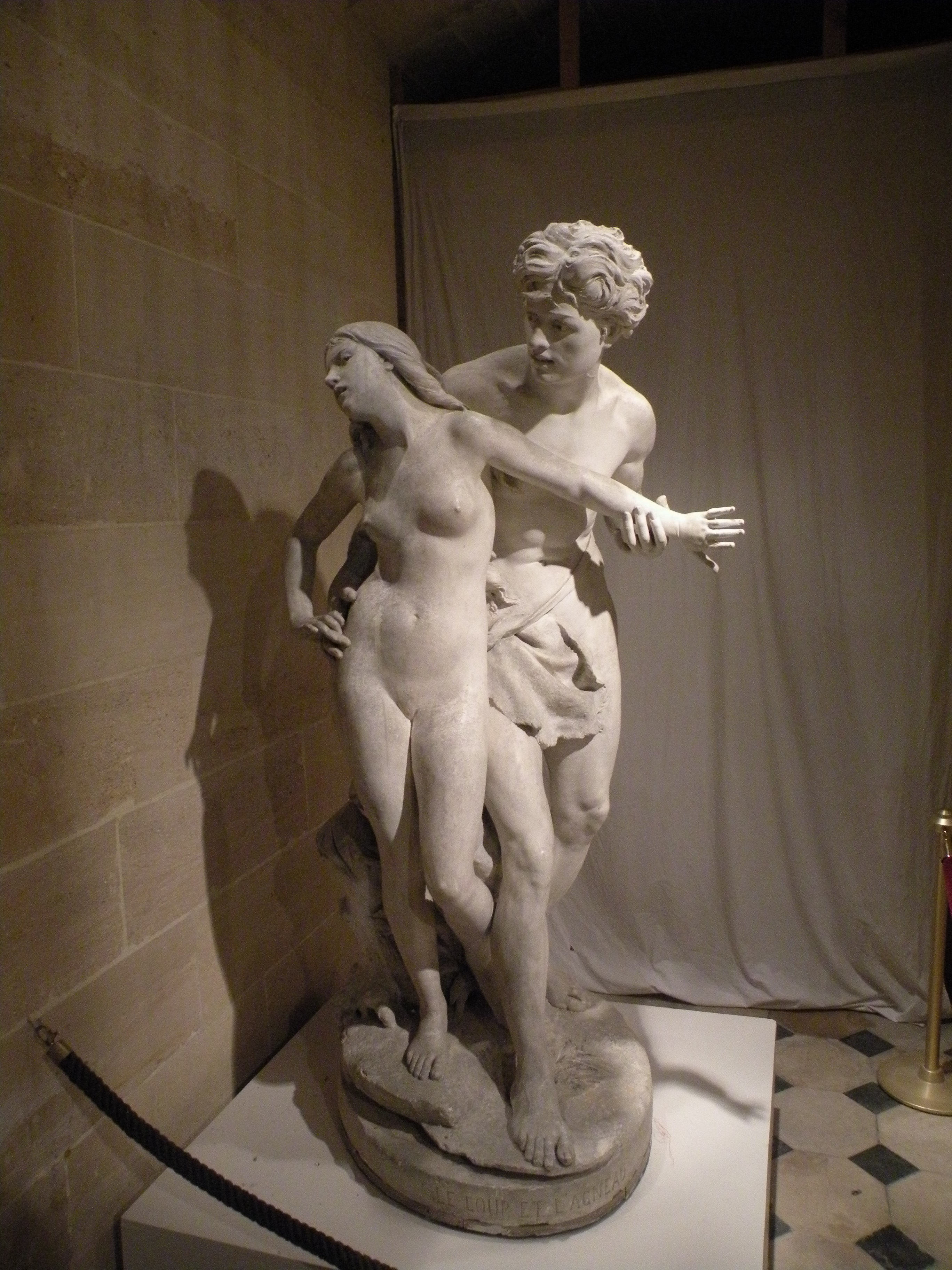
Der Wolf und das Lamm

Aizelins Werke sind unter anderem im Musée d’Orsay in Paris und im Muśee de l’Oise in Beauvais ausgestellt.